# Rodrigo Aboim Ascenção
Rodridgo António de Aboim Ascenção (Faro, 23 de Agosto de 1859 - Lisboa, 22 de Janeiro de 1930), foi um militar e poítico português.

## Biografia
Nasceu na cidade de Faro, em 23 de Agosto de 1859.
Enveredou pela carreira militar, tendo frequentado o Real Colégio Militar e depois a Escola do Exército, onde concluiu o curso de arma da cavalaria. Também estudou no curso de Construção e Obras Públicas, no Instituto Industrial e Comercial de Lisboa. Assentou prçaça em 1877, e cerca de dez anos depois integrou-se na Guarda Fiscal, onde foi tenente, capitão, e segundo comandante na Circunscrição do Sul, atingindo finalmente o posto de coronel. Também foi capitão ajudante do general Visconde de Santo Januário.
No campo político, teve uma grande influência durante o período da monarquia, tanto no Algarve como em Lisboa, e foi Governador Civil no Distrito do Funchal. Esteve integrado na irmandade da Igreja do Carmo, em Faro, Foi um dos principais responsáveis pela fundação Instituto Arqueológico do Algarve, e impulsionou a abertura de estradas e escolas na região, além da Carreira de Tiro de Faro.
Ficou principalmente conhecido pela sua beneficiência, tendo fundado em 1901 a Associação Protectora da Primeira Infância, e por volta de 1907 a Associação de Beneficiência e Instrução do Campo Grande, ambos situados em Lisboa, além do Cofre de Previdência da Primeira Circunscrição do Sul da Guarda Fiscal, o Cofre de Previdência da Guarda Nacional, e o Museu das Apreensões Aduaneiras. No seu testamento deixou apoios para várias instituições de solidariedade social, como o Asilo D. Pedro V e a Irmandade de Santos Reis do Campo Grande, e um importante legado para a criação de uma instituição infantil em Faro, que recebeu o seu nome, o Refúgio Aboim Ascensão.
Faleceu em 22 de Janeiro de 1930, aos 71 anos, na sua residência em Lisboa, vítima de uma doença prolongada. O corpo foi transportado para Faro de comboio, tendo o funeral sido organizado na Igreja do Carmo, e depois o corpo foi depositado no jazigo de família, no Cemitério da Esperança. Estava casado desde 1894 com Olímpia Lamas Ascensão (1857-1933), tendo o casal tido dois filhos, Manuel Lamas Aboim Ascensão (1898-1899) e Maria da Piedade Lamas Aboim Ascensão (1895-1961).
Foi condecorado com a Medalha Militar de Comportamento Exemplar, o grau de oficial da Ordem de São Bento de Avis, e as comendas da Ordem Militar de Sant'Iago da Espada, e da Ordem de Benemerência, esta última já a título póstumo, em 27 de Novembro de 1930. Em Espanha, foi homenageado com a medalha de Mérito Militar e a Ordem de Isabel a Católica.